# 4047-es busz
A 4047-es jelzésű autóbuszvonal Berente és Kazincbarcika között húzódó helyközi vonal, amelyet a Volánbusz Zrt. üzemeltet.

## Útvonala
Berentebányáról (Berente központja) indul. A községben az Esze Tamás utca felé halad, majd a 26-os főútat 2 kilométeren belül éri el. Balra kanyarodik Kazincbarcika irányába, majd a BorsodChem mellett robogva 6 percen belül már Borsod-Abaúj-Zemplén megye 3. legnagyobb városában tartózkodik. Elsősorban a Szent Flórián teret érinti, majd a temető felé, illetve a központi iskola és városháza megállókat szolgálja ki. A kórház felől közelíti meg az autóbusz-állomást, aztán a város Kertváros részébe tart, az ott megtalálható Vájár utcai fordulónál végállomásozik.
Ellentétes irányban nem közlekedik.

## Közlekedése
Munkanapokon 1 indítása van Berentéről a városba, reggelente. Régebben a vonalon egy-kettővel több járat is közlekedett. Kazincbarcika és Berente kapcsolatát a 4048-as buszok látják el nagyrészben.
| Viszonylat                                   | Indításszám | Közlekedési rend |
| -------------------------------------------- | ----------- | ---------------- |
| Berentebánya ➝ Kazincbarcika, Vájár u. ford. | 1 oda       | munkanapokon     |

## Megállóhelyei
| 0  | Berentebánya végállomás                             | 0.0 km  | 4046, 4048, 4052 |
| 1  | Berente, kultúrház                                  | 0.5 km  | 4046, 4048, 4052 |
| 2  | Berente, Esze Tamás utca 36.                        | 0.8 km  | 4046, 4048, 4052 |
| 3  | Berente, Dissous üzem                               | 1.9 km  | 4046, 4048, 4052 |
| 4  | Berente, PVC gyár bejárati út                       | 3.1 km  | 1369, 1384, 1410, 1411 3756, 3763, 3764, 3765, 3766, 3767, 3769, 3770, 3773, 4045, 4046, 4048, 4050, 4052, 4058, 4061, 4062, 4063, 4067, 4070, 4075, 4081, 4082                                                                               |
| 5  | Kazincbarcika, BorsodChem IV. kapu                  | 4.5 km  | 1369, 1384 3756, 3763, 3764, 3765, 3770, 3773, 4045, 4046, 4048, 4050, 4052, 4058, 4061, 4062, 4063, 4067, 4070, 4075, 4081, 4082 |
| 6  | Kazincbarcika, Volán-telep                          | 5.5 km  | 3756, 3763, 3764, 3765, 3770, 3773, 4045, 4046, 4048, 4050, 4052, 4058, 4061, 4062, 4063, 4067, 4070, 4075, 4081, 4082 |
| 7  | Kazincbarcika, Szent Flórián tér autóbusz-váróterem | 5.9 km  | 1054, 1369, 1384, 1410, 1411 3756, 3763, 3764, 3765, 3766, 3767, 3769, 3770, 3772, 3773, 4040, 4041, 4043, 4044, 4045, 4046, 4048, 4050, 4052, 4059, 4061, 4063, 4065, 4066, 4067, 4069, 4070, 4075, 4079, 4080, 4081, 4082, 4083, 4084, 4194 |
| 8  | Kazincbarcika, temető                               | 6.8 km  | 3756, 3763, 3764, 3765, 3766, 3767, 3770, 3772, 3773, 4040, 4041, 4044, 4046, 4048, 4050, 4052, 4059, 4063, 4065, 4066, 4067, 4069, 4070, 4075, 4080, 4082, 4083, 4084                                                                        |
| 9  | Kazincbarcika, központi iskola                      | 7.5 km  | 3756, 3763, 3764, 3765, 3770, 3772, 3773, 4040, 4041, 4044, 4048, 4050, 4052, 4059, 4060, 4063, 4065, 4067, 4069, 4070, 4075, 4080, 4082, 4083, 4084                                                                                          |
| 10 | Kazincbarcika, városháza                            | 7.9 km  | 3 1369, 1384, 1410, 1411 3756, 3763, 3764, 3765, 3770, 3772, 3773, 4040, 4041, 4044, 4048, 4050, 4052, 4059, 4060, 4063, 4065, 4067, 4069, 4070, 4075, 4080, 4082, 4083, 4084                                                                 |
| 11 | Kazincbarcika, kórház                               | 8.3 km  | 3 1054 3408, 3756, 3763, 3764, 3765, 3770, 3772, 3773, 4040, 4041, 4044, 4048, 4050, 4052, 4057, 4059, 4060, 4065, 4066, 4069, 4070, 4075, 4080, 4082, 4083, 4084, 4153                                                                       |
| 12 | Kazincbarcika, Ifjúmunkás tér                       | 8.7 km  | 3 3408, 3756, 3763, 3764, 3765, 3770, 3772, 3773, 4040, 4041, 4044, 4048, 4050, 4052, 4057, 4059, 4060, 4065, 4066, 4069, 4070, 4075, 4080, 4082, 4083, 4084, 4153                                                                            |
| 13 | Kazincbarcika, autóbusz-állomás                     | 9.5 km  | 3, 9 1054 3408, 3756, 3763, 3764, 3765, 3766, 3767, 3770, 3772, 3773, 4040, 4041, 4046, 4048, 4050, 4052, 4057, 4059, 4060, 4065, 4066, 4069, 4070, 4075, 4080, 4082, 4083, 4084, 4154                                                        |
| 14 | Kazincbarcika (Kertváros), II. számú iskola         | 10.4 km | 4B 3766, 4046, 4048, 4066 |
| 15 | Kazincbarcika (Kertváros), Herbolyai utca           | 11.2 km | 4B 3766, 4046, 4048 |
| 16 | Kazincbarcika, Munkás utca 44.                      | 11.5 km | 4B 3766, 4046, 4048 |
| 17 | Kazincbarcika, Vájár utca forduló végállomás        | 12.0 km | 3766, 4046, 4048 |